# Cine de gánsteres

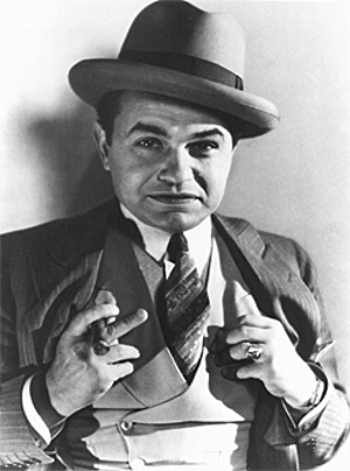
Edward G. Robinson en Little Caesar (1931).

Se conoce como cine de gánsteres al género cinematográfico que tiene como tema principal el crimen organizado. A diferencia de otros géneros cuyo tema central es el delito, en el cine de gánsteres predomina el punto de vista del propio criminal, lo que hace que muchas de estas películas resulten moralmente ambiguas; en ocasiones, obras de este género han sido acusadas de glorificación de la violencia, por lo que han tenido frecuentes problemas con la censura.
En los años 1930, la etapa de formación del género, las películas más emblemáticas fueron El enemigo público (1931) de William A. Wellman, y Los violentos años veinte (1939), de Raoul Walsh, ambas protagonizadas por James Cagney. Tras la Segunda Guerra Mundial, el cine de gánsteres decae y es sustituido en el aprecio del público por el cine negro, con el que no debe confundirse aunque existan entre ellos numerosas similitudes. A partir de la década de 1970, el cine de gánsteres alcanza una nueva época de auge, en la que destacan obras tan importantes como la trilogía de El padrino (1972), de Francis Ford Coppola, o Goodfellas (1990), de Martin Scorsese. Aunque este género se ha desarrollado principalmente en los Estados Unidos, existen ejemplos de cine de gánsteres en otras cinematografías; tales son los casos, por ejemplo, de la película brasileña Ciudad de Dios (2002) y la película mexicana El infierno (2010).

## Orígenes
La prohibición del consumo de bebidas alcohólicas en Estados Unidos, conocida como ley seca, que entró en vigor en 1920, proporcionó el caldo de cultivo ideal para el desarrollo del crimen organizado. En las grandes ciudades norteamericanas, los gánsteres, delincuentes profesionales para quienes el crimen era una forma de vida, se convirtieron en personajes a la vez admirados y temidos por el público. Su rápida ascensión social se asemejaba a una grotesca parodia del sueño americano. La industria del cine no tardó en aprovechar ese nuevo filón. 
Aunque el tema del gánster está ya presente en filmes anteriores a la Primera Guerra Mundial, en la época del cine mudo destacan sobre todo dos películas: La ley del hampa (Underworld, 1927), de Josef von Sternberg, y La horda ('The Racket, 1928), de Lewis Milestone.
Pueden considerarse también precursoras del cine de gágnsteres las películas que Fritz Lang rodó en Alemania sobre el personaje del doctor Mabuse: El doctor Mabuse (1922) y El testamento del doctor Mabuse (1933).

## La época dorada

El enemigo público, de William A. Wellman. 1931.

La época dorada del cine de gánsteres llegó un poco después: entre 1929 y 1934 se calcula que unas 250 películas abordaron el tema. De ellas, tres pueden considerarse obras destacadas: El pequeño César / Hampa dorada (Little Caesar, 1931), de Mervyn LeRoy; El enemigo público (The Public Enemy, 1931), de William A. Wellman; y Scarface, el terror del hampa (Scarface, 1932), de Howard Hawks. Actores como Edward G. Robinson, James Cagney o Paul Muni se convirtieron en iconos del nuevo género.
Las películas antes citadas comparten una serie de características que resultarán en lo sucesivo definitorias del cine de gánsteres:
1. El protagonista es un inmigrante (italiano en Hampa dorada (1931) y en Scarface (1932) e irlandés en El enemigo público (1931), que sueña con superar su pobreza y alcanzar el éxito. Se introduce en una organización criminal y sus "virtudes" le van aupando hasta los puestos más altos. En ese momento, comienzan los anuncios de decadencia: la muerte de algún allegado (a veces por propia mano, como en Scarface (1932), donde Tony Camonte asesina a su mejor amigo por acostarse con su hermana, ignorando que se habían casado); el rechazo o la traición de la mujer amada; el conflicto con la familia, etc. Poco después llega la caída propiamente dicha, que suele ser bastante apocalíptica. El protagonista debe morir indefectiblemente: ninguno de estos gánsteres clásicos termina su carrera entre rejas. Su muerte, acribillado por la policía o asesinado por una banda rival, es el punto álgido de la película: merecido castigo, pero también consagración definitiva del héroe.
2. Existe una serie de roles bien definidos que se repiten con leves variaciones en todas las películas del género: el amigo del protagonista (muere trágicamente, uno de los tributos que el protagonista debe pagar por su rápida ascensión); la mujer fatal; la madre, que encarna los valores tradicionales, etc.
3. El espacio es característicamente urbano, con una serie de decorados que se repiten como clichés: las salas de fiestas, los speakeasies o bares clandestinos, etc. Los protagonistas se encuentran en grandes ciudades y, por este mismo motivo, se pueden relacionar con otros inmigrantes de otros barrios, los mismos con los que se enfrentaran por las luchas de los territorios.

## La influencia del código Hays
En 1934 entra en vigor el código Hays, promovido por organizaciones de carácter religioso (sobre todo católicas). Entre sus principios fundamentales estaba el de que los criminales debían ser mostrados como enfermos mentales. Debía evitarse siempre toda glorificación del gánster como héroe, dejando claro que el crimen nunca gana, y la policía no podía ser mostrada como corrupta o inoperante.
Aunque no todas cumplieron con rigor los preceptos del Código Hays, las películas de gágnsteres de la segunda mitad de los años 1930 acusan un cambio de rumbo hacia narraciones de carácter más optimista. Es el caso, por ejemplo, de Callejón sin salida o de Ángeles con caras sucias. Frente al fatalismo que presidía las películas de la época dorada, los adolescentes protagonistas de estos filmes escapan de su previsible destino como criminales gracias a la labor social de personajes como el sacerdote católico de Ángeles con caras sucias, interpretado por Pat O'Brien.
En esta época comienza a valorarse positivamente la labor policial, en películas como Contra el imperio del crimen (G-Men, 1935), de William Keighley.
Se produce una hibridación del cine de gánsteres clásico con otros géneros, en El bosque petrificado de Archie Mayo.